# Пенс, Роберт
Роберт Фрэнк Пенс (англ. Robert Frank Pence; род. 1945, Вашингтон) — американский юрист, бизнесмен и дипломат, девелопер недвижимости; посол США в Финляндии (2018—2021).

## Биография
Получил степень магистра права в Йельском университете и в Американском университете Вашингтона.
Является основателем и председателем правления строительной компании Pence Group, расположенной в штате Вирджиния и занимающейся экологически устойчивым строительством офисных зданий, торговых центров и отелей. Также занимает ряд ответственных должностей в нескольких университетах и состоит в правлении Культурного центра Кеннеди в Вашингтоне, организующего концерты фонда Wolf Trap Foundation.
Известен как спонсор предвыборных президентский кампаний в США. По данным сайта CampaignMoney.com, на выборах 2016 года он выделил 383 тысячи долларов на поддержку кандидатов в президенты. На предыдущих президентских выборах в 2012 году он потратил около 600 тысяч долларов на агитационные мероприятия.
В ноябре 2017 года был предложен президентом США Дональдом Трампом на утверждение Сената в качестве посла США в Финляндии. 21 мая 2018 года прибыл в Хельсинки и 24 мая вручил свои верительные грамоты президенту Финляндии Саули Ниинистё.